# Goalkeeper CIWS
 (juin 2013).
Si vous disposez d'ouvrages ou d'articles de référence ou si vous connaissez des sites web de qualité traitant du thème abordé ici, merci de compléter l'article en donnant les références utiles à sa vérifiabilité et en les liant à la section « Notes et références ».

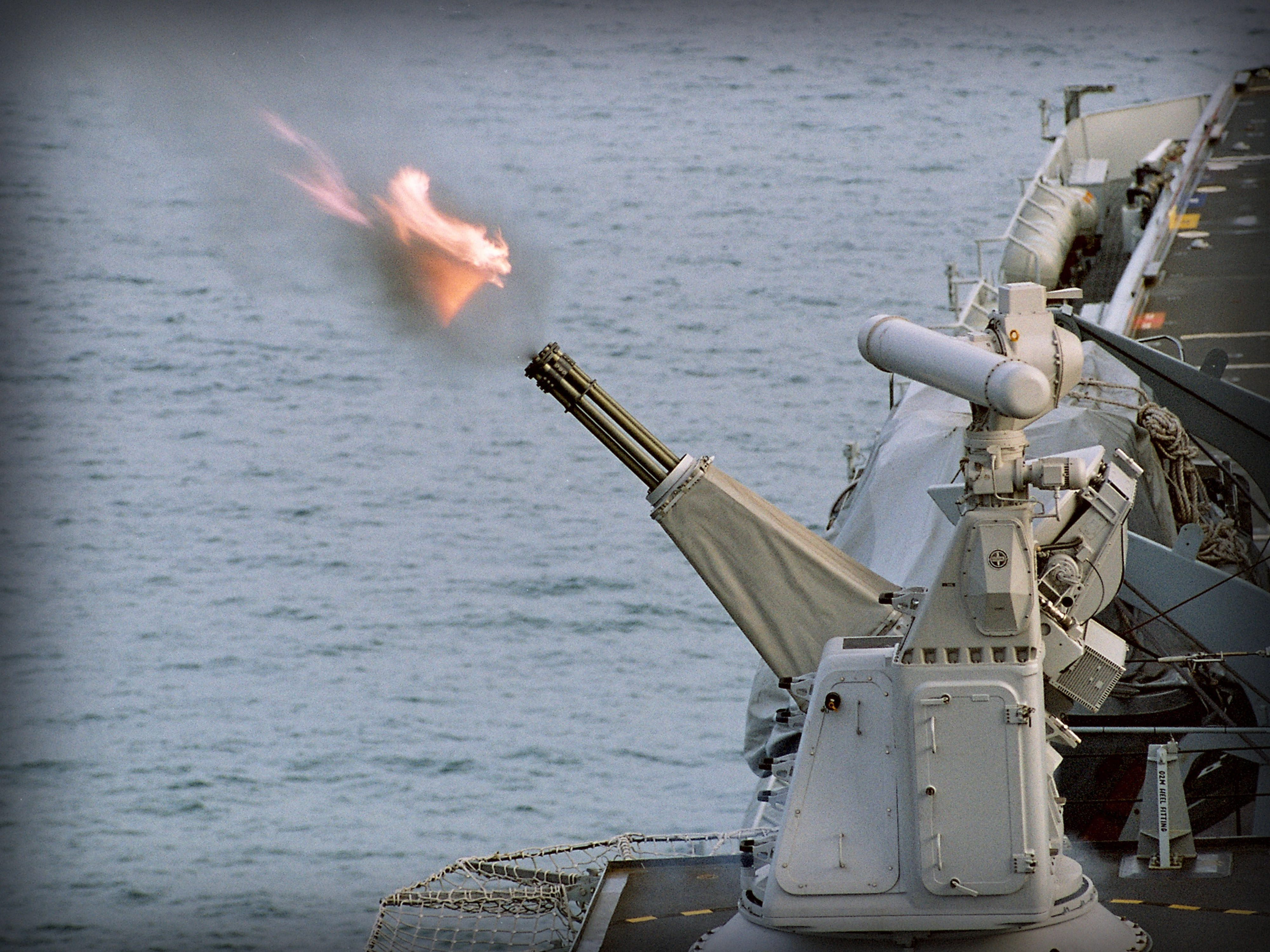
Exercide de tir d'un Goalkeeper CIWS sur un porte-aéronefs de classe Invincible.

Le Goalkeeper CIWS (CIWS : Close-in weapon system; goalkeeper: Gardien de but) est un système de défense antimissile antinavire qui a été conçu et fabriqué par Signaal, aujourd'hui Thales, en service depuis 1980.
Pendant européen du Phalanx CIWS américain, le Goalkeeper est utilisé par les marines militaires de 6 pays.
Dernière ligne de défense à cause de sa portée, le système cadre la cible grâce à son radar puis tire dessus avec une cadence d'environ 4 000 obus par minute grâce à sa conception « gatling » dans le but de faire exploser le missile avant un contact avec le navire.
Plusieurs marines ont développé leur propre système : la Russie avec l'AK-630, l'Espagne avec le Meroka, le Royaume-Uni avec une version missile nommée SeaRAM, la Chine avec le Type 730 CIWS et la Turquie avec le Korkut-D.
Une version terrestre existe également dans le cadre du Counter-RAM (en).

## Développement
Le développement du système débute en 1975 chez Signaal et General Electric, qui fournit le canon GAU-8/A Avenger. Un prototype, le EX-83, est testé en 1979 par la Koninklijke Marine.

## Spécifications
- Canon : Gatling GAU-8/A Avenger de 30 mm ;
- Hauteur : 3,71 m (au-dessus du pont) 6,2 m (y compris les superstructures) ;
- Masse : 6 372 kg avec 1 190 munitions (au-dessus du pont), 9 902 kg (poids total) ;
- Élévation +85° à −25° à 80°/s ;
- Vitesse de la munition : 1 109 m/s ;
- Vitesse de la tourelle : 360° en 3,8 secondes
- Cadence de tir : 70 tirs par seconde (4 200 tirs par minute).
- Munitions:  1 190 (HEI, API, TP, MPDS, FMPDS) en magasin sous le pont ;
- Durée de rechargement: 9 minutes ;
- Portée: 350–2 000 m suivant les munitions ;
- Radar de recherche: radar bande I. Taille de faisceau:  1,5° horizontal, 60° vertical. Rotation à 60 tr/min. Portée de 30 km ;
- Radar de tir: bande I et bande K cassegrain ;
- Optronique: TV ;
- 100 % de probabilité d'atteindre la cible: 500 m ;
- Coût: 16 millions d'euros.

## Pays utilisateurs
- Belgique: Composante Maritime

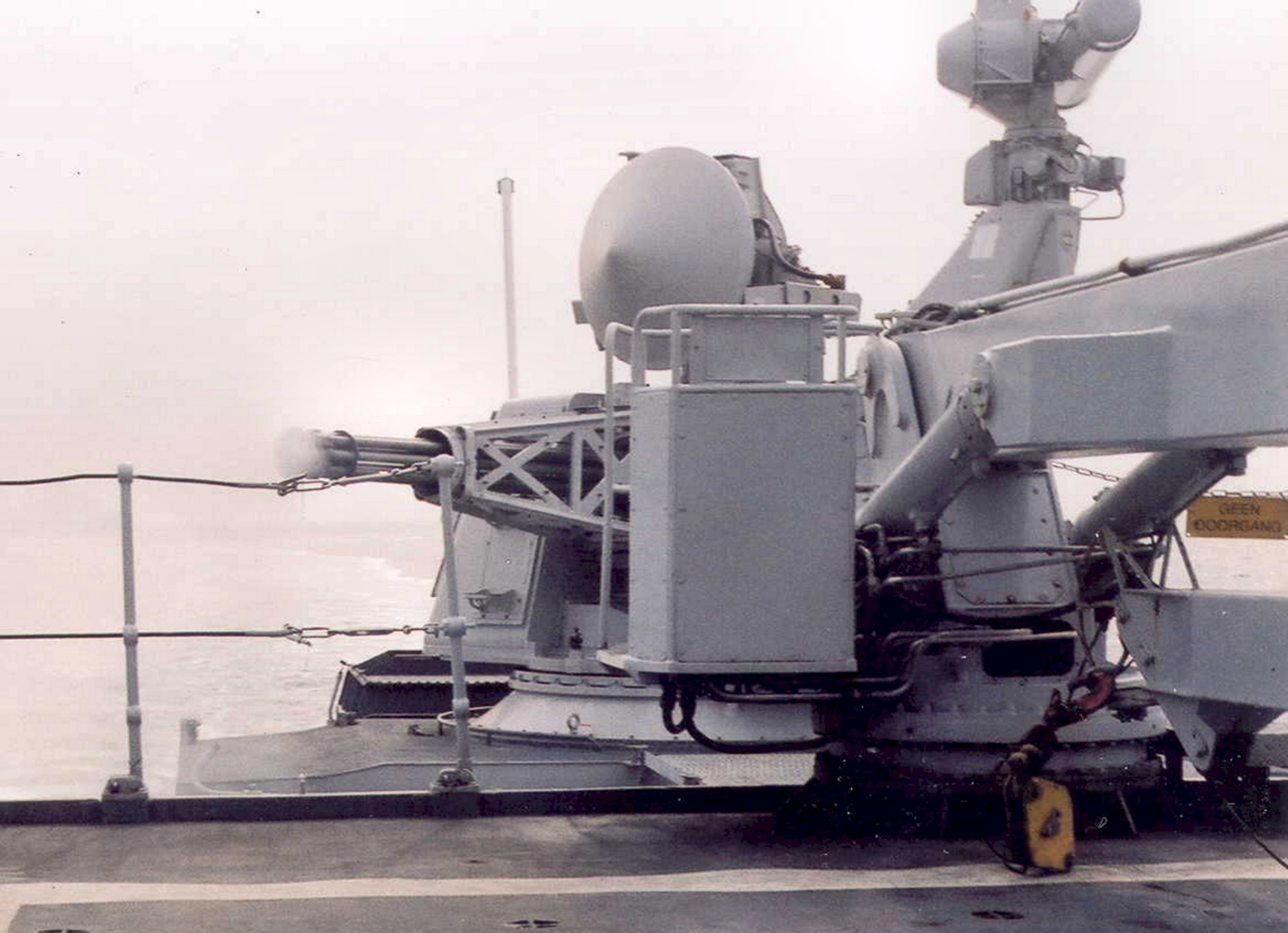
Un Goalkeeper en action sur le HNLMS Hr. Ms. Jacob van Heemskerck.

  - 2 frégates classe M (à partir de 2007-2008)
- Chili: Marine chilienne
  - 2 frégates classe M  (à partir de 2004 )
- Corée du Sud: Marine de la République de Corée
  - frégates classe KDX-I
  - destroyers classe Chungmugong Yi Sun-sin
  - destroyers classe Sejong le Grand,
  - Landing Helicopter Dock classe Dokdo ;
- Espagne: Armada espagnole
  - Classe Galicia
- Pays-Bas: Koninklijke Marine
- Portugal: Marine portugaise
  - 2 frégates classe M (à partir de 2008-2009)

### Anciens utilisateurs
- Royaume-Uni: Royal Navy
  - HMS Illustrious, HMS Invincible[1], classe Albion et 4 frégates Type 22 ;